# Sonneratia
Sonneratia (L.f., 1782) è un genere di piante appartenente alla famiglia della Lythraceae, che crescono nelle mangrovie della fascia tropicale.

## Tassonomia
All'interno del genere Sonneratia sono comprese le seguenti specie:
- Sonneratia alba Sm.
- Sonneratia apetala Buch.-Ham.
- Sonneratia caseolaris (L.) Engl.
- Sonneratia griffithii Kurz.
- Sonneratia × gulngai N.C.Duke & Jackes
- Sonneratia × hainanensis W.C.Ko, E.Y.Chen & W.Y.Chen
- Sonneratia lanceolata Blume
- Sonneratia ovata Backer
- Sonneratia × urama N.C.Duke